# The Sugarcubes
The Sugarcubes (isländisch Sykurmolarnir, übersetzt „Die Zuckerwürfel“) waren eine Alternative-Rock-Band aus Island, die von 1986 bis 1992 bestand. Mit ihr wurde die Sängerin Björk über ihre isländische Heimat hinaus bekannt.

## Bandgeschichte
Laut Bandlegende wurde die Gruppe am 8. Juni 1986 gegründet, dem Tag, an dem der Sohn Sindri von Sängerin Björk und dem Gitarristen Þór Eldon Jónsson zur Welt kam. Gleich die erste Single der Sugarcubes, Ammæli („Geburtstag“), wurde nicht zuletzt durch die Unterstützung John Peels in England ein großer Erfolg. Die Gruppe unterschrieb darauf Plattenverträge beim Independent-Label One Little Indian Records in England und bei Elektra Records (gehörte zur Warner Music Group) in den Vereinigten Staaten und nahm 1988 ihr erstes Album, Life’s too Good, auf. Das Album brachte den Sugarcubes innerhalb kurzer Zeit internationale Bekanntheit. Es folgten in den folgenden Jahren zwei weitere Studioalben, die den Ruf der Band als eigenständiger, kreativer Act festigten. Damit waren die Sugarcubes die erste isländische Band, die weltweit populär wurde und mit einem ganz eigenen Stil Einfluss gewann. Schon während dieser Zeit arbeitete Björk immer wieder an verschiedenen Projekten in anderen musikalischen Feldern, und zu Beginn der Neunziger wurde ihr steigendes Interesse an elektronischer Musik immer deutlicher. Als sich vor diesem Hintergrund 1992 zwischen Björk und Einar Örn und den anderen Bandmitgliedern immer mehr Spannungen aufbauten, beschloss man, um die Freundschaft nicht aufs Spiel zu setzen, musikalisch getrennte Wege zu gehen und die Sugarcubes aufzulösen. Björk startete daraufhin ihre erfolgreiche Solokarriere.
Im November 2006 trat die Band in Reykjavík anlässlich des 20. Jahrestages des Erscheinens ihrer ersten Single Ammæli noch einmal gemeinsam auf. Der Erlös des von Anfang an als einmaliges Konzert geplanten Gigs kam jungen isländischen Bands zugute.

## Stil
Der Sound der Sugarcubes ist bestimmt durch eigenwillige, oft eskapistische Texte, eine für die damalige Zeit zurückgenommene, aber klare Indie-Instrumentierung sowie vor allem die charakteristische Stimme der Sängerin Björk, die schon hier wie auch in ihren späteren Soloprojekten absolut im Mittelpunkt steht. Ihr stimmlicher Wechsel zwischen sanften Gesangsparts, kreischenden Intermezzi und weinenden Abstürzen gibt der Musik ihre ganz eigene emotionale Tiefe, polarisiert aber auch damals wie heute.

## Diskografie

### Alben
| Jahr | Titel                           | Höchstplatzierung, Gesamtwochen, AuszeichnungChartplatzierungen (Jahr, Titel, Platzierungen, Wochen, Auszeichnungen, Anmerkungen) | Höchstplatzierung, Gesamtwochen, AuszeichnungChartplatzierungen (Jahr, Titel, Platzierungen, Wochen, Auszeichnungen, Anmerkungen) | Höchstplatzierung, Gesamtwochen, AuszeichnungChartplatzierungen (Jahr, Titel, Platzierungen, Wochen, Auszeichnungen, Anmerkungen) | Anmerkungen                            |
| Jahr | Titel                           | DE | UK | US | Anmerkungen                            |
| ---- | ------------------------------- | --- | --- | --- | -------------------------------------- |
| 1988 | Life’s Too Good                 | — | UK14 (6 Wo.)UK | US54 (29 Wo.)US | Erstveröffentlichung: April 1988       |
| 1989 | Here Today, Tomorrow Next Week! | — | UK15 (3 Wo.)UK | US70 (9 Wo.)US | Erstveröffentlichung: September 1989   |
| 1992 | Stick Around for Joy            | DE58 (6 Wo.)DE | UK16 (4 Wo.)UK | US95 (11 Wo.)US | Erstveröffentlichung: 18. Februar 1992 |
| 1992 | It’s-It                         | — | UK47 (1 Wo.)UK | — | Erstveröffentlichung: 27. Oktober 1992 |

Weitere Alben
- 1998: The Great Crossover Potential

### Singles
| Jahr | Titel Album                            | Höchstplatzierung, Gesamtwochen, AuszeichnungChartsChartplatzierungen (Jahr, Titel, Album, Platzierungen, Wochen, Auszeichnungen, Anmerkungen) | Anmerkungen                          |
| Jahr | Titel Album                            | UK | Anmerkungen                          |
| ---- | -------------------------------------- | --- | ------------------------------------ |
| 1987 | Birthday Life’s Too Good               | UK64 (16 Wo.)UK | Erstveröffentlichung: August 1987    |
| 1988 | Coldsweat Life’s Too Good              | UK56 (4 Wo.)UK | Erstveröffentlichung: Januar 1988    |
| 1988 | Deus Life’s Too Good                   | UK51 (4 Wo.)UK | Erstveröffentlichung: April 1988     |
| 1989 | Regina Here Today, Tomorrow Next Week! | UK55 (2 Wo.)UK | Erstveröffentlichung: September 1989 |
| 1989 | Planet Here Today, Tomorrow Next Week! | UK97 (1 Wo.)UK | Erstveröffentlichung: Dezember 1989  |
| 1991 | Hit Stick Around for Joy               | UK17 (6 Wo.)UK | Erstveröffentlichung: Dezember 1991  |

Weitere Singles
- 1986: Einn Mol’á Mann
- 1986: Luftguitar
- 1988: Motorcrash
- 1989: Tidal Wave
- 1992: Walkabout
- 1992: Vitamin
- 1992: Leash Called Love

### Gast- und Samplerbeiträge
- 1987: Snarl 2 (Erðanumúsík), isländische Kompilation. Erschienen unter dem Namen Sykurmolarnir.
- 1987: Luftgítar (Smekkleysa), Album von Johnny Triumph.
- 1987: Skytturnar (Gramm), Soundtrack zum gleichnamigen Film. Regie von Friðrik Þór Friðriksson.
- 1988: One Little Indian – Greatest Hits Volume One (One Little Indian), Greatest Hits (Volume 1), veröffentlicht von One Little Indian.
- 1990: Hættuleg hljómsveit & glæpakvendið Stella (Megas), Album von Megas.
- 1990: World Domination or Death Volume 1 (Smekkleysa/Workers Playtime PLAY), Kompilation.
- 1990: One Little Indian – Greatest Hits, Volume Two (One Little Indian), Greatest Hits (Volume 2), veröffentlicht von One Little Indian.
- 1990: Rubáiyát – Elektra’s 40th Anniversary (Elektra Records), Jubiläums-Kompilation von Elektra Records.
- 1993: Welcome to the Future (One Little Indian), Kompilation.

### Weitere Veröffentlichungen
- 1988: Sugarcubes Interview Disc (One Little Indian)
- 1992: Murder and Killing in Hell, Musikvideo-Sampler.
- 1998: The Great Crossover Potential (One Little Indian)
- 1998: Avengers (Soundtrack) (WEA/Atlantic) feat. Annie Lennox’s Cover of The Sugarcubes’ Mama.
- 1998: Music Inspired by the Motion Picture: The Avengers (BIG EAR)
- 2006: The DVD (One Little Indian), Musikvideo-Sampler.
- 2006: Live Zabor DVD (One Little Indian), ein Liveauftritt aus dem Jahr 1988.

### Boxsets
- 1989: 12.11 (One Little Indian Records)
- 1989: 7.8 (One Little Indian Records)
- 1989: CD.6 (One Little Indian Records)
- 2006: The Complete Studio albums box. Dreifach-CD-Pack mit drei Studioalben, das aus Anlass der 20-jährigen Veröffentlichung der ersten Single sowie des Reunion-Konzerts erschien. (One Little Indian Records)